# Sao Am
Sao Am hoặc sao dòng kim loại là một loại sao đặc biệt về mặt hóa học thuộc loại quang phổ A có phổ hấp thụ mạnh và thường biến đổi các kim loại như kẽm, stronti, zirconi và bari, và sự thiếu hụt của các loại khác, như calci và scandi. Định nghĩa ban đầu của một ngôi sao Am là một ngôi sao trong đó ngôi sao thể hiện "sự thiếu hụt bề mặt rõ ràng của Ca (và/hoặc Sc) và/hoặc sự dư thừa rõ ràng của nhóm Fe và các nguyên tố nặng hơn".
Sự phong phú tương đối bất thường làm cho loại quang phổ được đánh giá từ các dòng Calci K sớm hơn một cách có hệ thống so với loại được đánh giá từ các dòng kim loại khác. Thông thường, một loại quang phổ chỉ được đánh giá từ các dòng hydro là trung gian. Điều này dẫn đến hai hoặc ba loại quang phổ được đưa ra. Ví dụ, Sirius đã được cung cấp một loại phổ kA0hA0VmA1, chỉ ra rằng đó là A0 khi được đánh giá bởi dòng Calci k, A0V khi phán đoán bởi các dòng hydro của nó và A1 khi được đánh giá bởi các dòng kim loại nặng. Có các định dạng khác, chẳng hạn như A0mA1Va, một lần nữa cho sao Sirius.
Các bất thường hóa học là do một số yếu tố hấp thụ nhiều ánh sáng bị đẩy về phía bề mặt, trong khi các yếu tố khác chìm dưới lực hấp dẫn. Hiệu ứng này chỉ diễn ra nếu ngôi sao có tốc độ quay thấp. Thông thường, các sao loại A quay nhanh. Hầu hết các ngôi sao Am tạo thành một phần của hệ thống nhị phân, trong đó vòng quay của các ngôi sao đã bị chậm lại do phanh thủy triều.